# Kallelse (administrativ)
För andra betydelser, se Kallelse.
En kallelse inom juridiken är ett meddelande som påbjuder att närvara vid en förhandling inför en domstol eller en annan myndighet.
Inom juridiken har ordet kallelse en speciell innebörd med hänsyn till att i vissa fall särskilda formföreskrifter måste iakttas för att en laglig kallelse ska anses ha kommit till stånd, exempelvis vid kallelse av okända borgenärer, samt av parter, vittnen och sakkunniga vid rättegång i tviste- eller brottmål.
Kallelse av okända borgenärer sker genom rättens kungörelse av stämningen i offentliga tidningar. Kallelse av parter, vittnen och sakkunniga till rättegång skall alltid ske skriftligen, i vissa fall med post med delgivningserkännande eller mottagningsbevis, i vissa fall genom stämningsman.
Formföreskrifter vid kallelse till rättegång är en förutsättning för avgörande om hinder för huvudförhandling föreligger eller tredskodom kan meddelas eller målet kan avskrivas.